# Exsurge Domine
Exsurge Domine (en latín Levántate, Señor) es una bula papal hecha pública el 15 de junio de 1520 por el papa León X. Es la primera respuesta de la jerarquía católica a las que consideraron eran herejías de Martín Lutero y sus 95 tesis, sobre todo a las que se oponían al papado.
A inicios de 1520, el papa León X creó tres comisiones bajo la presidencia del cardenal Cayetano, grupos que estudiarían los escritos de Lutero para redactar una condena de sus tesis. A partir de los resultados que las universidades de Colonia y Lovaina habían dado a conocer tras el análisis de tales obras, las comisiones redactaron un esquema que contenía los principales errores, a la luz de la doctrina católica y en la medida de lo posible respetando las palabras con las que Lutero mismo los había afirmado.
A pesar de que la bula no condena directamente toda la doctrina de Lutero hasta el momento, demanda específicamente que se retracte de 41 errores (la mayor parte extraídos de las 95 tesis, otros de escritos menores o de discursos atribuidos a él) en el plazo de sesenta días desde la publicación de la bula en las regiones vecinas a Sajonia. Este plazo terminó el 10 de diciembre de 1520, día en el cual Lutero quemó una copia de la bula, junto a varios volúmenes de derecho canónico, en el puente de Elster de Wittenberg. La pira fue una respuesta a la previa quema de libros de Lutero realizada por el teólogo católico Johann Eck en varios lugares de Alemania. Según las crónicas de la época, Lutero exclamó mientras quemaba la bula: «Ya que has confundido la verdad [o a los santos] de Dios, hoy el Señor te confunde a ti. Al fuego contigo», parafraseando el salmo 9.
Ya que Lutero se negó a cumplir la orden del papa, León X firmó la bula Decet Romanum Pontificem el 3 de enero de 1521, excomulgándole.
En la Biblioteca Vaticana se conserva una copia de registro de la bula.